# 斯塔羅戈羅熱涅
47°29′54″N 32°20′40″E / 47.49833°N 32.34444°E
斯塔羅戈羅熱涅（烏克蘭語：Старогорожене）是位於烏克蘭南部尼古拉耶夫州裏巴什坦卡區的村莊，始建於1809年，面積1.5平方公里，海拔高度17米，2001年人口1,077，人口密度每平方公里718人。